# سسنا سی‌آر-۲
سسنا سی‌آر-۲ (به انگلیسی: Cessna CR-2) یک هواگرد ساختِ کارخانهٔ سسنا در کشور ایالات متحده آمریکا است . این هواگرد برای نخستین بار در ۱ مه ۱۹۳۰ میلادی مورد استفاده قرار گرفت.